# پنل اعلام

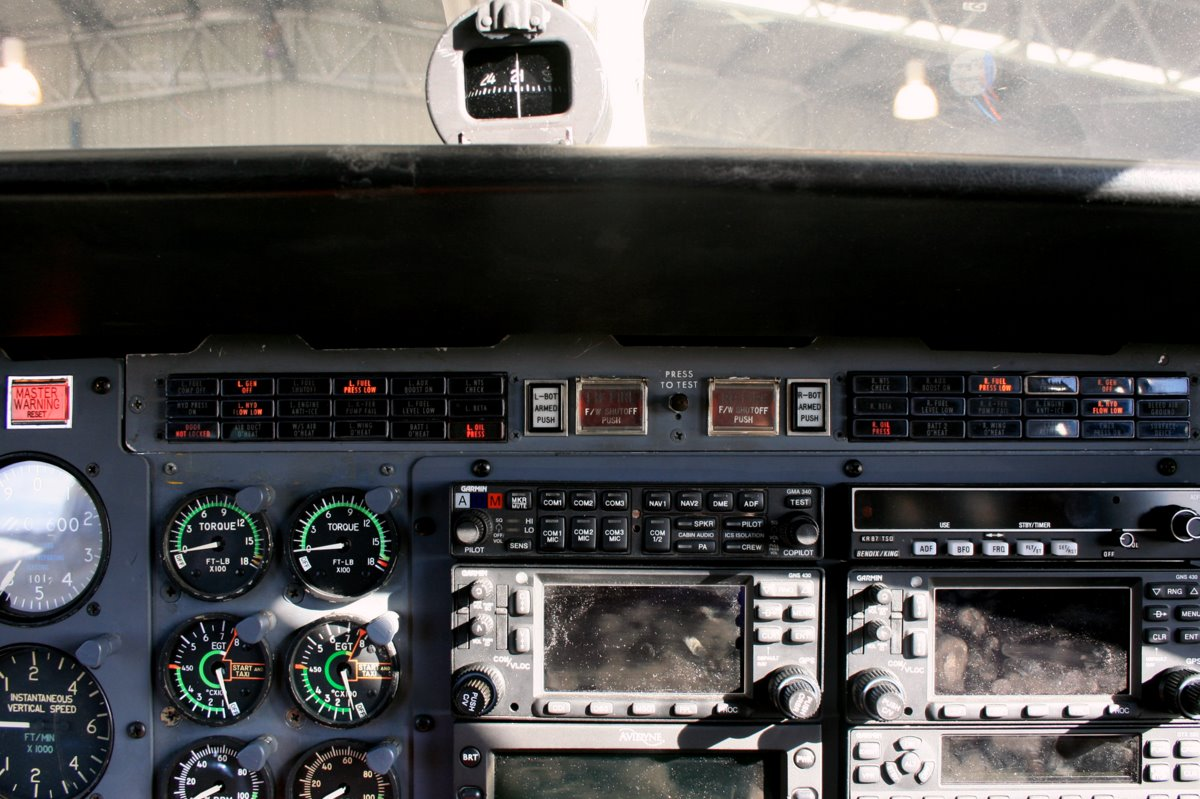
پنل اعلام یک هواپیمای کسنا ۴۴۱

پنل اعلام که در برخی هواپیماها به عنوان «پنل هشدار دهنده متمرکز (CWP)» شناخته می‌شود، تعدادی چراغ است که به عنوان نشان دهندهٔ مرکزی حالات تجهیزات و سامانه‌های هواپیما، فرایندهای صنعتی و ساختمانی استفاده می‌شود.

## هوانوردی
در صنعت هواپیمایی پنل اعلام، مجموعه‌ای از هشدار دهنده‌هایی است که وضعیت زیرسامانه‌های هواپیما را مشخص می‌کند. در بیشتر هواپیماهای پیش‌رفته این سامانه با ابزارهای نشان دهندهٔ الکترونیکی مجتمع و سامانه هشدار سرنشینان یا واپادکردن الکترونیکی متمرکز هواپیما جایگزین شده‌اند.